# Guido de Montfort
Guy de Montfort, españolizado en Guido de Montfort, conde de Nola, (1243-Mesina, 1291), fue un condotiero inglés, hijo de Simón de Montfort el viejo, sexto señor de Leicester, y de Leonor de Inglaterra.

## Biografía
Participó en la Batalla de Evesham contra las fuerzas de su tío, el rey Enrique III de Inglaterra, y su primo, el Príncipe Eduardo, durante la cual tanto su padre como su hermano mayor murieron y sus cuerpos vilipendiados fueron arrastrados por el barro, como castigo de su rebelión. También Guido fue herido y hecho prisionero.
Fue encerrado en el Castillo de Windsor hasta la primavera de 1266, cuando corrompió a sus guardianes y logró escapar a Francia, donde se reunió con la propia familia exiliada.
Con su hermano Simón el joven se movió por Europa participando en varias campañas militares.
Entró al servicio de Carlos de Anjou, vicario en Toscana, y allí se casó en 1270 con una noble del condado de la Maremma, Margherita Aldobrandeschi, con la cual tuvo dos hijas:
1. Anastasia, casada con Romano Orsini,
2. Tomasina, casada con Pietro Vico.

Es recordado como aquel que firmó en Florencia la cruel condena contra dos de los hijos de Farinata degli Uberti, perseguidos por ser gibelinos.
Por el valor demostrado en la Batalla de Tagliacozzo tuvo como premio el feudo de Nola de Anjou.
En el 1271 Guido y Simón se enteraron de que su primo Enrique de Almain se encontraba en Viterbo. Ellos se dirigieron de inmediato hacia la ciudad con intenciones de vengar la ofensa sufrida por su familia durante la derrota en Evesham.
Apenas lo encontraron, durante la misa en la iglesia de San Silvestro, desenvainaron las espadas y lo mataron mientras él se colgaba del altar pidiendo piedad. No fue castigado por el homicidio, pero fue excomulgado por el papa por haber consumido un terrible delito en un lugar sagrado.
Después de la excomunión se refugió en Maremma (Columnas de la Sabatina) en lo de su suegro, el conde Ildebrandino degli Aldobrandeschi. Fue más tarde absuelto de la excomunión y volvió al servicio de Carlos de Anjou. En la primavera de 1283 participó en las operaciones militares que tenían el objetivo de que volviera el control papal a Forlí y a Cesena, las últimas ciudades gibelinas de Romaña.
Durante las vísperas sicilianas fue hecho prisionero por los aragoneses. Murió en la prisión de Mesina en 1291.

## En la literatura
Dante Alighieri lo colocó entre los asesinos del VII círculo, inmerso hasta los hombros en la sangre herviente del Flegetonte, aislado respecto a los otros condenados por la repugnancia de su crueldad.
Para citarlo Dante ni utiliza su nombre, sino una articulada perífrasis:

Hirió este en el regazo de Dios / al corazón que en el Támesis aún se honra
Inf. XII 119-120

Se tiene que entender como aquel que durante una función religiosa traspasó el corazón que todavía en el Támesis es reverenciado. Giovanni Villani reportó como el corazón de Enrique fue puesto en una urna dorado sobre el Puente de Londres.
Giovanni Boccaccio lo hace aparecer como personaje histórico en uno de sus cuentos del Decameron, (Jornada X, cuento 6). 